# Paul Jacottet
Pour les articles homonymes, voir Jacottet.
Paul Jacottet, né le 11 février 1888 à Bonneval (Eure-et-Loir) et mort le 20 octobre 1934 à Chartres, est un aviateur français d'origine suisse, pilote de chasse durant la Première Guerre mondiale. Après la guerre, il a fondé en 1919 la société Jacottet, qui existe toujours de nos jours après 100 ans d'existence, et fabrique des équipements pour l'aéronautique.

## Biographie
En 1921, il épouse Alina Sarah Botton à Paris.
Il meurt à Chartres le 20 octobre 1934